# Islas Ferrol
Las islas Ferrol son un conjunto de tres pequeñas islas de la costa del Perú situadas en el extremo sur de la bahía de Chimbote.
Las islas Ferrol, al igual que la isla Blanca, detienen la neblina proveniente del océano Pacífico, lo que permite que Chimbote tenga un cielo mayormente despejado, a diferencia de la mayoría de localidades del desierto costero peruano.
La costa oriental de las islas Ferrol, junto con la costa en la bahía de la península del Ferrol son biotopo de un banco de concha de abanico (Agropecten purpuratus) importante para la pesca artesanal.